# کیت جرت
کیت جَرِت (انگلیسی: Keith Jarrett؛ زادهٔ ۸ مهٔ ۱۹۴۵) پیانونواز و موسیقی‌دان جاز و کلاسیک اهل ایالات متحده آمریکا است. او در طول ۴۰ سال گذشته، به عنوان یکی از خلاق‌ترین نوازندگان دوران اخیر شناخته شده است؛ کسی که به‌عنوان یک بداهه‌نواز برجستهٔ جَز و آهنگسازی که صدها قطعه برای ارکستر، اجراهای تکنوازی و آنسامبل چمبر نوشته است.
آلبوم کنسرت کلن او با فروش نزدیک به ۴ میلیون نسخه، پرفروش‌ترین آلبوم تک‌نوازی تاریخ موسیقی جاز و پرفروش‌ترین آلبوم پیانوی تاریخ موسیقی به‌شمارمی‌رود.

## سال‌های آغازین
او که متولد سال ۱۹۴۵ در شهر الن تاون واقع در ایالت پنسیلوانیاست، نوازندگی پیانو را در سه سالگی آغاز کرد. او بعد از اجراهایی در ویلیج ونگارد و جزکلاب‌های دیگر نیویورک، برای اولین بار (۱۹۶۴) به همراه پیام آوران جز آرت بلیکی تور برگزار کرد.

## زندگی حرفه‌ای
از ۱۹۶۶ تا ۱۹۶۸ به همراه کوارتت چارلز لوید با اجرای تور در سرتاسر دنیا و بیرون دادن آلبوم‌هایی پرفروش، سریعن تبدیل به گروهی تأثیرگذار در تحول صحنهٔ موسیقی جَز در اواخر دههٔ ۶۰ شدند.
بعد از آن او تریوی خود را به همراه چارلی هیدن و پل موتیان تشکیل داد و سپس در ۱۹۷۰ با گروه فیوژن الکتریک مایلز دیویس به عنوان نوازندهٔ پیانو الکتریک و ارگان کار کرد. تا اینکه در ۱۹۷۱ همکاری بلندمدت خود را با کمپانی ECM و تهیه‌کنندهٔ آلمانی مانفرد ایشر آغاز کرد، همکاری ای که تا به امروز ادامه داشته و نتیجهٔ آن ضبط بیش از ۶۰ آلبوم بوده است. آلبوم‌های تکنوازی حاصل از این همکاری، به تعریف دوبارهٔ نقش پیانو در موسیقی معاصر کمک زیادی کردند، از جمله آلبوم‌های کتاب راه‌ها (۱۹۸۷)، پله کان (۱۹۷۶)، کنسرت وین (۱۹۹۱)، آلبوم بسیار موفق ملودی در شب، با تو (۱۹۹۱) که در دوران بیماری سندرم خستگی مزمن او ضبط شد و کنسرت کلن (۱۹۷۵) که تبدیل به پرفروش‌ترین آلبوم سولوی پیانوی تاریخ شد.
اما بسیاری، بهترین کارهای جرت را همکاری او با تریوی درخشان او متشکل ازگری پیکاک (بیس) و جک دجانت (درام) می‌دانند، تریویی که طی سه دههٔ اخیر با اجراهای متعدد و ضبط آلبوم‌هایی بینظیر از جمله استانداردها (۱۹۸۳)، تغییرناپذیر (۱۹۸۷) و بدرود پرندهٔ سیاه (۱۹۹۱) - شاهکاری که به یادبود مایلز دیویس، دو هفته بعد از مرگ او ضبط شد- خود را به عنوان یکی از برترین تریوهای تاریخ جز معرفی کردند.